# Tetsuya Asano
Tetsuya Asano (浅野 哲也, Asano Tetsuya, Hokota, 23 februari 1967) is een Japans voormalig voetballer die als middenvelder speelde.

## Clubcarrière
Asano speelde tussen 1987 en 2001 voor Nagoya Grampus Eight, Urawa Red Diamonds, FC Tokyo en Kawasaki Frontale.

## Interlandcarrière
Asano debuteerde in 1991 in het Japans nationaal elftal en speelde 8 interlands, waarin hij 1 keer scoorde.

## Statistieken
| Japans voetbalelftal | Japans voetbalelftal | Japans voetbalelftal |
| Jaar                 | Wed.                 | Dlp.                 |
| -------------------- | -------------------- | -------------------- |
| 1991                 | 2                    | 0                    |
| 1992                 | 3                    | 0                    |
| 1993                 | 0                    | 0                    |
| 1994                 | 3                    | 1                    |
| Totaal               | 8                    | 1                    |